# The Songs of Distant Earth (musikalbum)
The Songs of Distant Earth är ett musikalbum av Mike Oldfield. Musiken är inspirerad av Arthur C. Clarkes bok med samma namn (med den svenskspråkiga titeln Sånger från vår fjärran jord), dock ej av handlingen i boken, utan enbart boktiteln.
Musiken skulle kunna beskrivas som tillhörande new age-genren. Andra utgåvan innehåller ett CD-ROM-spår, vilket gjorde detta album till världens första med kombinerat CD-ROM-spår, innehållande en kortfilm inklusive musikvideon till "Let There Be Light". CD-spåret fungerade endast på Macintoshdatorer.

## Låtlista
1. "In the Beginning" – 1:24
2. "Let There Be Light" – 4:57
3. "Supernova" – 3:23
4. "Magellan" – 4:40
5. "First Landing" – 1:16
6. "Oceania" – 3:19
7. "Only Time Will Tell" – 4:26
8. "Prayer for the Earth" – 2:09
9. "Lament for Atlantis" – 2:43
10. "The Chamber" – 1:48
11. "Hibernaculum" – 3:32
12. "Tubular World" – 3:22
13. "The Shining Ones" – 2:59
14. "Crystal Clear" – 5:42
15. "The Sunken Forest" – 2:37
16. "Ascension" – 5:49
17. "A New Beginning" – 1:37